# پیتر وودرینگ
پیتر وودرینگ (انگلیسی: Peter Woodring؛ زادهٔ ۵ فوریهٔ ۱۹۶۸) یک بازیکن فوتبال اهل ایالات متحده آمریکا است.
وی همچنین در تیم ملی فوتبال ایالات متحده آمریکا بازی کرده است.